# 豊平峡ダム
豊平峡ダム（ほうへいきょうダム）は、札幌市南区定山渓、一級河川・石狩川水系豊平川の上流部に建設されたダムである。
国土交通省北海道開発局札幌開発建設部が管理する特定多目的ダムで、豊平川の治水、また札幌市の水源として定山渓ダム（小樽内川）と共に豊平川ダム統合管理事務所によって運用されている。高さ102.5mのアーチ式コンクリートダムで、道内では奥新冠ダム（新冠川）とこのダムの2基しかアーチダムは存在しない。ダム湖は定山湖（じょうざんこ）と呼ばれ、支笏洞爺国立公園内にあり紅葉の名所としても著名である。

## 地理
豊平川は石狩川水系下流部の主要河川の一つである。フレ岳付近を水源として北に流路を取り、途中ダム地点を通過後薄別川を併せ定山渓温泉街を流れる。小樽内川を併せると東に流路を変え、途中北海道電力の水力発電所（一の沢ダム・砥山ダム・藻岩ダム）を経て石山大橋付近で札幌市中心部に入る。その後は札幌市中心街を貫流しながら概ね北東に流路を変え、札幌市と江別市の境を流れて石狩川へと注ぐ。かつては旧豊平川として江別市内を流れていたが、流路を直線化するショートカット（捷水路・しょうすいろ）によって現在の流路となった。ダムは豊平川の最上流部に建設された。
なお「豊平」の読み方は、川の名前は「とよひら」と読むが、ダムの名前は「ほうへい」と読む。

## 沿革

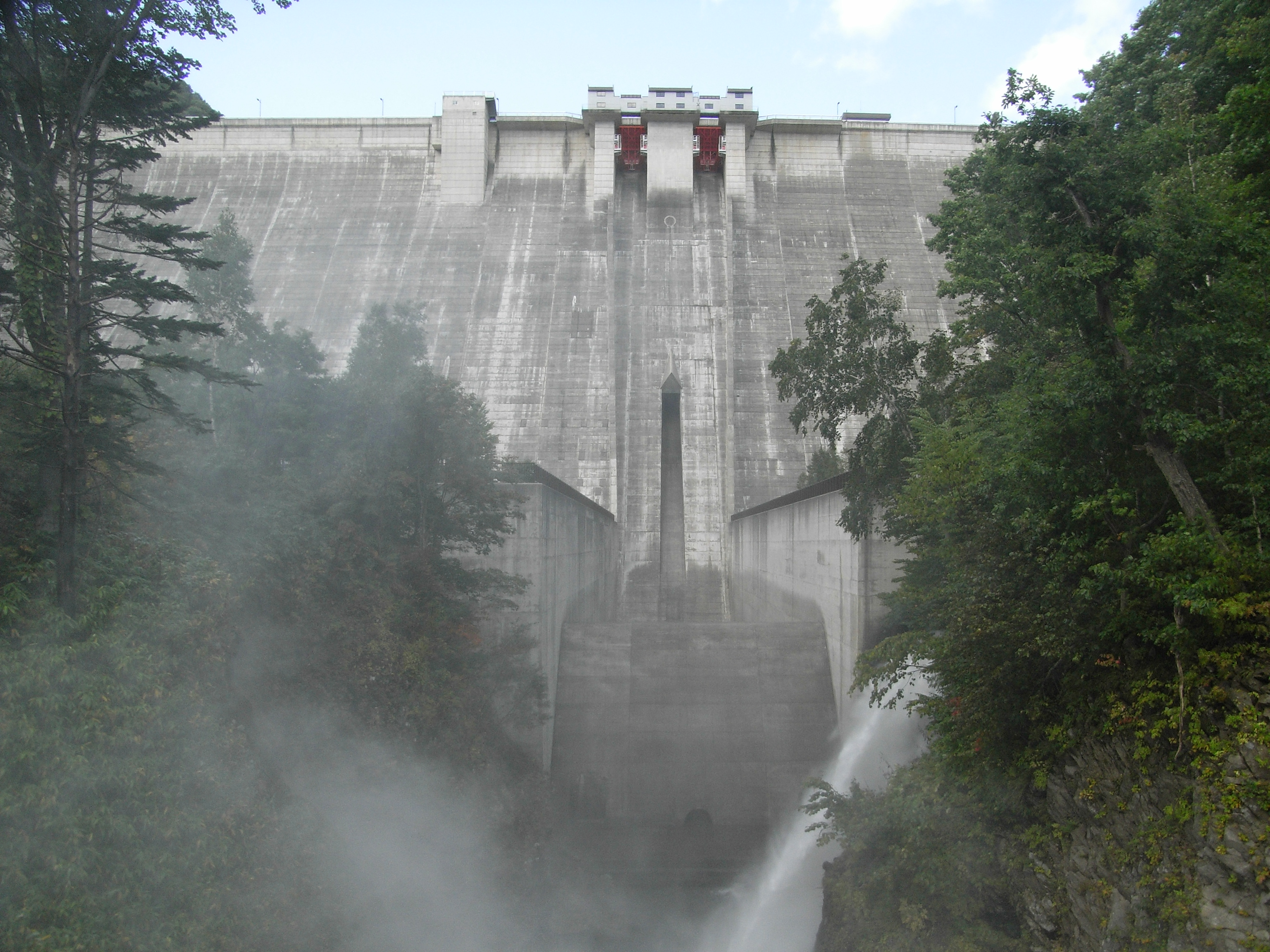
豊平峡ダムと共に札幌市の水源である定山渓ダム（小樽内川）

札幌市内を貫流する豊平川は蛇行を繰り返していたことから度々氾濫を繰り返し、大きな被害をもたらした。これに対し沖野忠雄による石狩川改修事業の一環として豊平川の流路を直線化する工事が行われ、蛇行は修正された。だが戦後になると人口は増加の一途を辿り、水需要・電力需要は次第にひっ迫。大雨や融雪による洪水の被害も後を絶たなかった。こうした中で、豊平川にダムを建設し札幌市と石狩川下流域を洪水から守り、併せて上水道と水力発電による電力を札幌市に供給すべく北海道開発局石狩川開発建設部は「豊平川総合開発事業」を策定。その中心として古くから険阻な峡谷として知られていた豊平峡地点にダム建設を計画した。
ダムは1965年（昭和40年）より建設が開始され、7年の歳月を掛け1972年（昭和47年）に完成した。豊平川及び石狩川下流の洪水調節、札幌市100万人への1日あたり最大52万立方メートルの上水道供給、北海道電力・豊平峡発電所による認可出力50,000kWの水力発電が目的である。特に上水道については札幌市の水道需要の98パーセントを供給している。
その後も札幌市の人口は増え続け、住宅地増加による治水安全度の低下と上水道需要の増大が懸念されたことから1989年（平成元年）には、ダムから定山渓温泉を挟んで北側の左支川・小樽内川に高さ117.5mの重力式コンクリートダムである定山渓ダムが完成した。
豊平峡発電所は2011年に水車の更新等により出力を51,900kWに増強している。

## 温泉と紅葉の名所

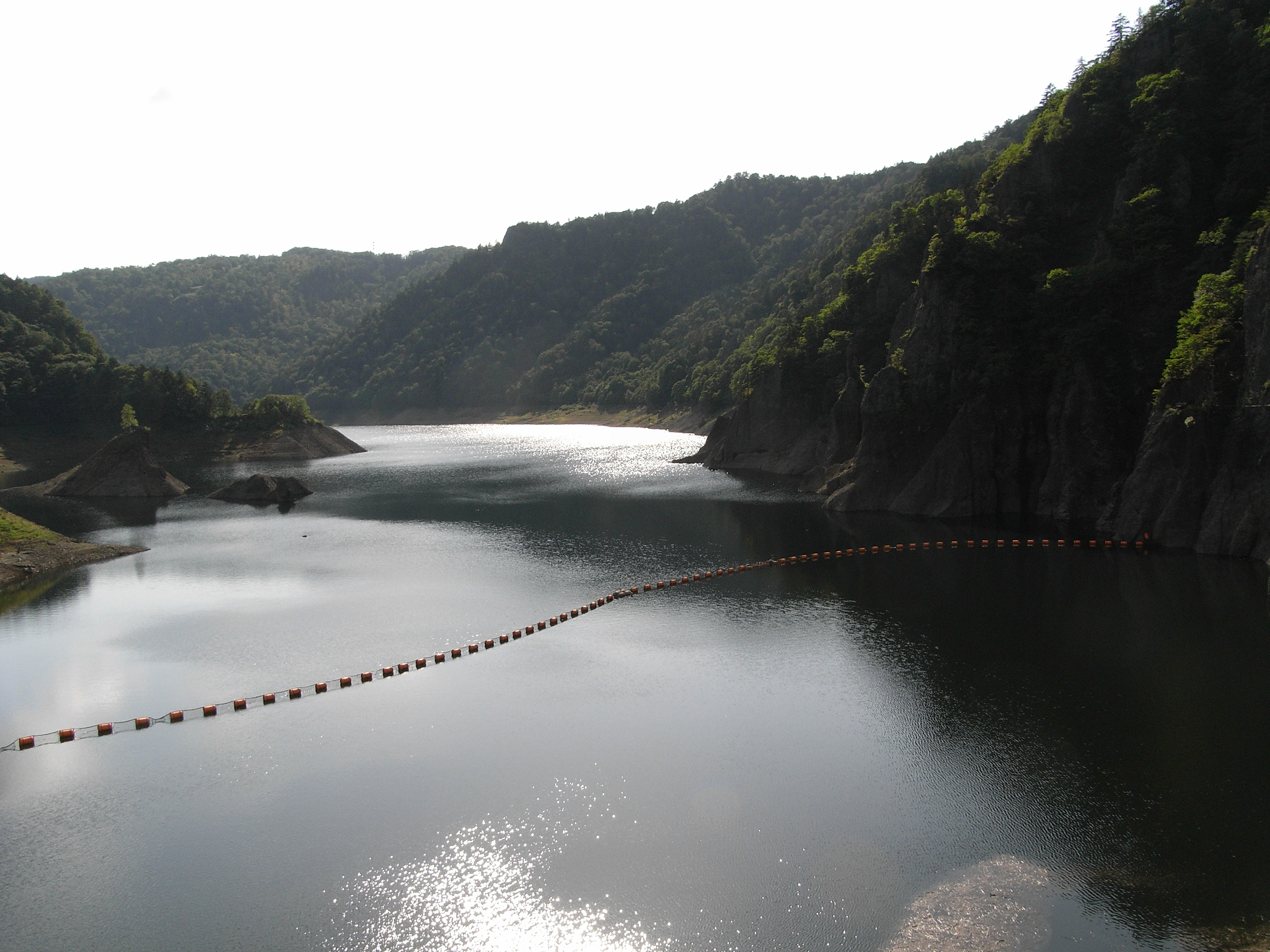
支笏洞爺国立公園に指定されている定山湖。

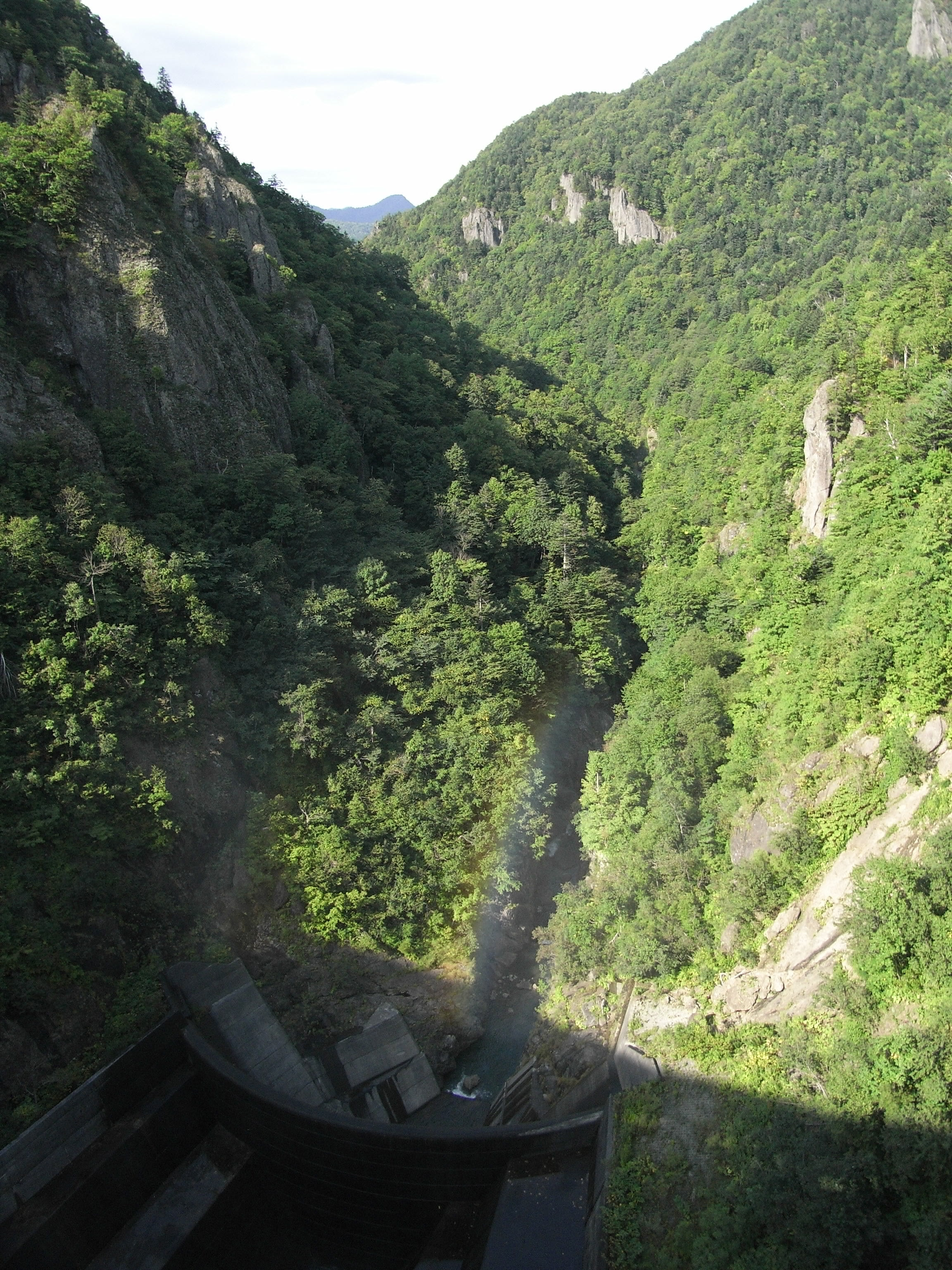
ダム天端（てんば）からの豊平峡。切り立った断崖が点在する。

下流には「札幌の奥座敷」と呼ばれる定山渓温泉がある。ダム湖である定山湖の名称は、定山渓温泉の開祖である僧侶・美泉定山の名前に因んだもので、定山渓観光協会が観光の発展の為に建設省に要望して命名された経緯がある。2005年（平成17年）には札幌市の推薦により財団法人ダム水源地環境整備センター選定の「ダム湖百選」に選ばれた。また、上流部の国有林は「奧定山渓国有林水源の森」として林野庁が選定する水源の森百選に選ばれている。
定山渓・定山湖・豊平峡は屈指の紅葉の名所として知られ、秋には札幌市民や観光客が大勢訪れる。現在、豊平峡ダムの近くには、遊歩道、展望台、レストハウス等が整備されているほか、豊平峡ダムミュージアム「ひふみみはなめ」がある。
ダムも毎年4月から10月に掛けては観光放流を実施している。また、ダム天端（てんば）から見下ろす豊平峡の風景も観光客の目をひきつけている。かつては下流から豊平峡を散策できる豊平峡ハイキングコースもあったが、落石の危険性が高いという理由で現在は閉鎖されている。下流には定山渓温泉のほか豊平峡温泉、札幌市定山渓自然の村もあり、入浴やキャンプと併せて訪れる市民や観光客も多い。

## 電気バス

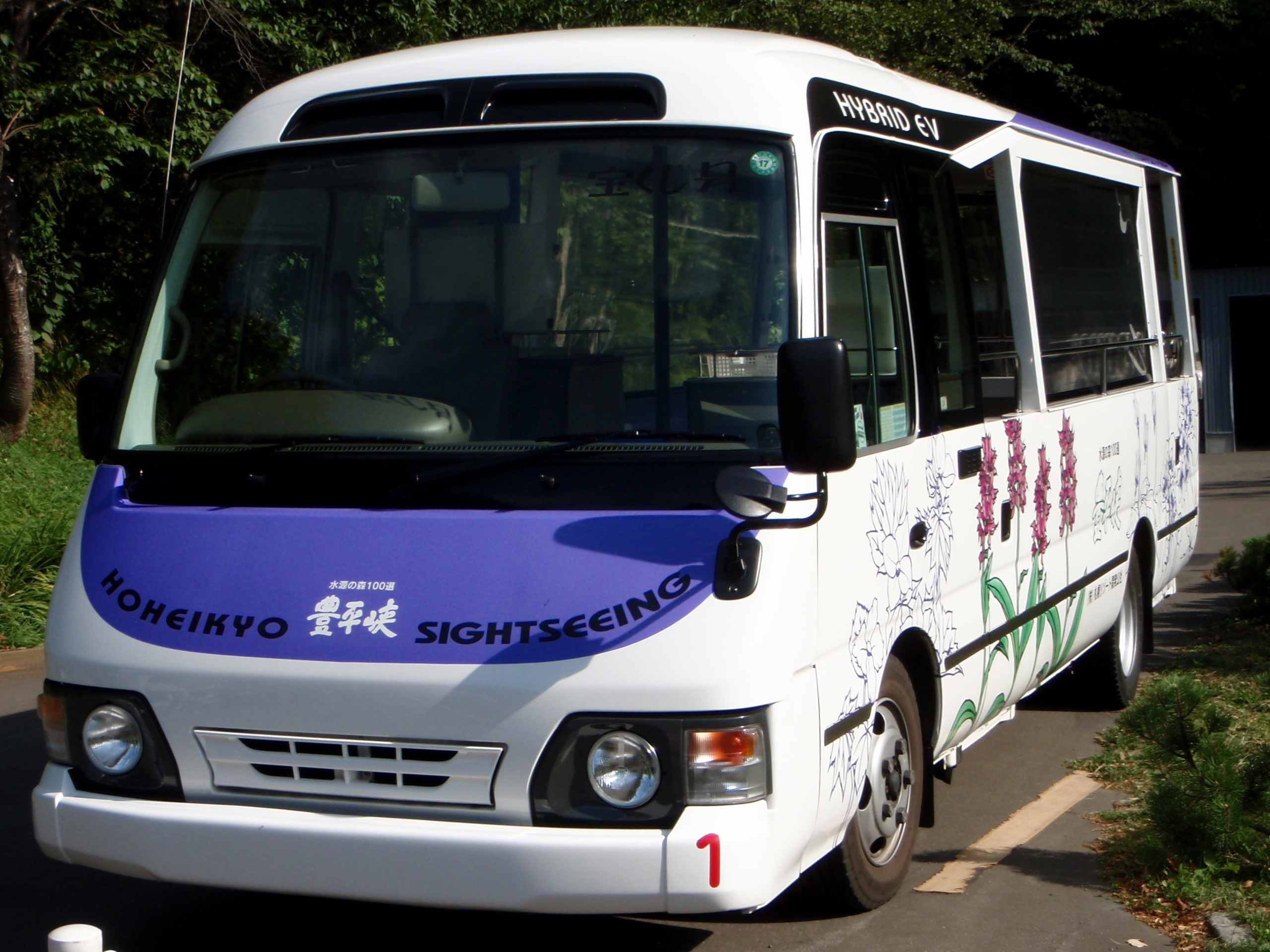
駐車場とダムをつなぐハイブリッド電気バス

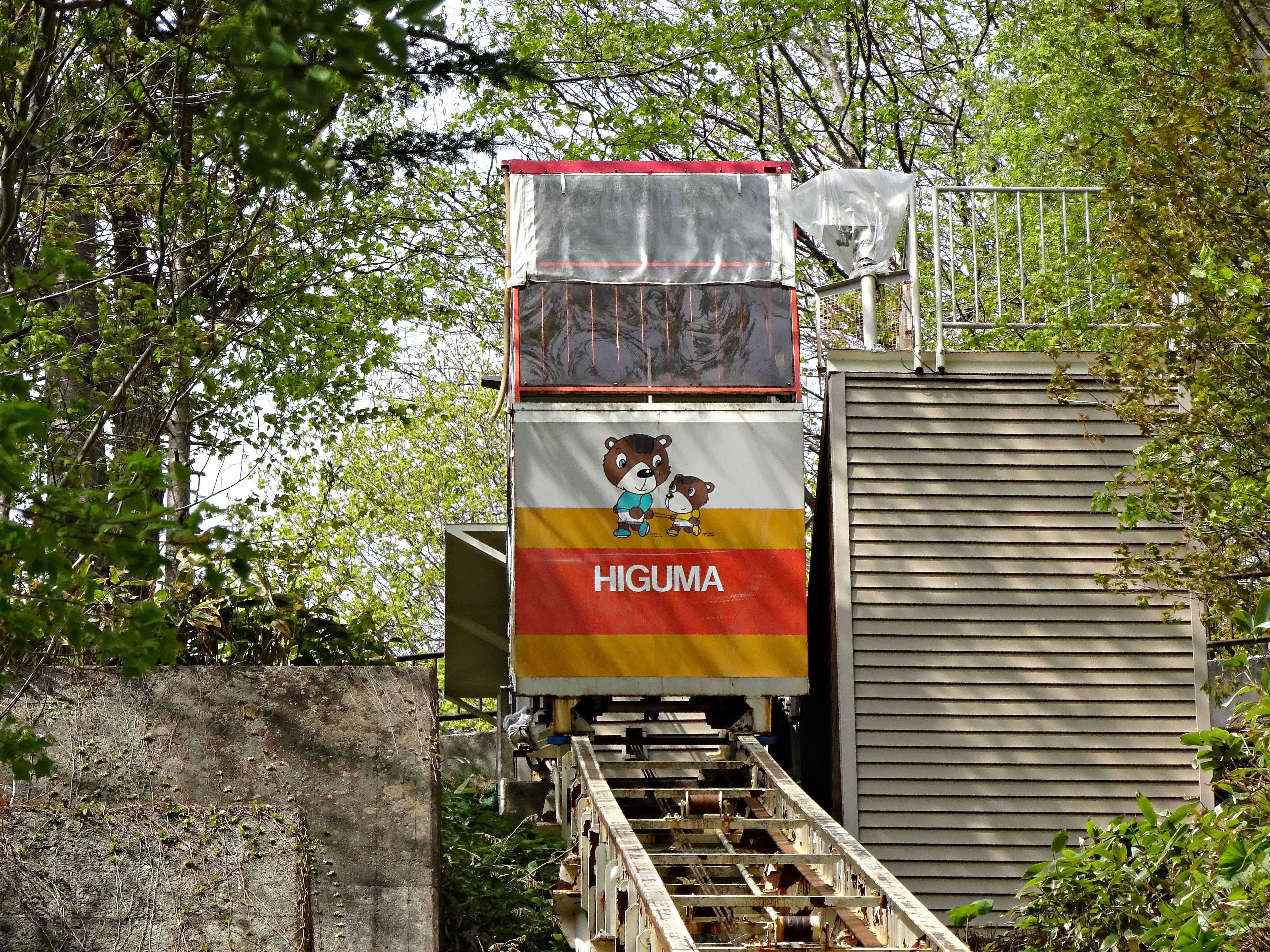
豊平峡のケーブルカー「ひぐま号」

支笏洞爺国立公園内にあることから、環境保護のためにダム入口の冷水トンネルからダムサイトまで一般車両・バイク・自転車の乗り入れは通年禁止となっている。従って、ダムに行くにはトンネル入口にある冷水駐車場より電気バスに乗って行くか、徒歩で行くことになる。
電気バスの運行は1976年（昭和51年）より始まったが、当時は遊園地でよく見られた様な左右吹き抜け構造の連結式バスであった。その後1982年（昭和57年）よりダイハツ・デルタが二代目となり、現在はトヨタ・コースターハイブリッドが三代目として運行されているほか、BYD・J6も四代目として運行されている。また三代目の車両は北海道内では寒さによる蓄電池の出力減衰の問題から市販車としては発売されておらず、道内では唯一、冬期間に運行を休止するこのバスのみ運用されている。運行時間は8:45 - 16:30となっており、トンネルの幅員が狭くすれ違い不可能であることから、バスが駐車場・ダム両方の停留所に到着すると出発する。途中では九段の滝などの好景観があり、あえて徒歩（片道30分程度）で向かう観光客も少なくない。
環境保護を目的にダムまでの道路を一般車両通行止めとしているのは、他に黒部ダムや高瀬ダムがある。

## アクセス

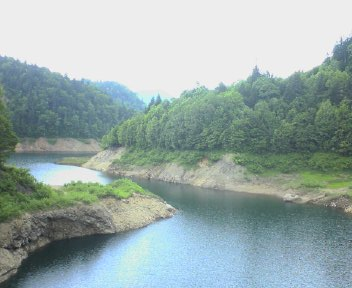
豊平峡大橋からダム方向を望む

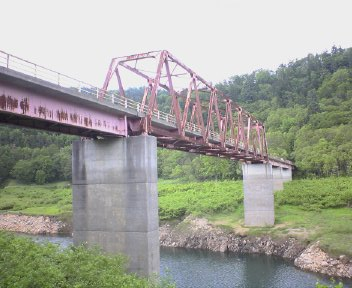
豊平峡大橋と定山湖

豊平峡ダムへは国道230号を定山渓温泉・中山峠方面へと進み、ダム入口の看板が見えたら、豊平峡温泉入口の交差点を曲がる。その後直進して冷水駐車場で車を停めて電気バスに乗車する。定山渓温泉・豊平峡温泉からのシャトルバスも運行している。
車の場合、通常ダムへは札幌駅・小樽駅より約1時間で到着できるほか、洞爺湖・ニセコから約70分、支笏湖・羊蹄山から約50分で到着できる。
このほか、国道230号線定山渓トンネル出口から林道を徒歩で約40分程のところにダム湖上流部にかかる豊平峡大橋がある。